# خانواده هیولاها
خانواده هیولا (که به عنوان خانواده خوشحال هم شناخته می‌شوند) یک انیمیشن کامپیوتری کمدی ترسناک ۲۰۱۷ به کارگردانی و تهیه کنندگی هولگر تپه است. در این فیلم امیلی واتسون، نیک فراست، جسیکا برایون موقعیتلی، سلیا ایمری، کاترین تیت و جیسون آیزاکز بازی می‌کردند
 

## داستان
در شب هالوین خانواده ای برای شادی به بیرون می‌روند ولی جادوگری که از طرف خون آشامی فرستاده شده بود همه آنها را جادو می‌کند و تبدیل به هیولا می‌کند آنها باید برای تبدیل خودشان به آدمیزاد ان جادوگر را پیدا کنند و جادوگر را مجبور کنند که آنها را به انسان تبدیل کند ولی پیدا کردن جادوگر و تبدیل به انسان شدن به این سادگی‌ها نیست…